# Emphiesmenus nodicollis
Emphiesmenus nodicollis là một loài bọ cánh cứng trong họ Cerambycidae.